# Cassiano Leal
Cassiano Schalch Leal (Piracicaba, Brasil, 31 de diciembre de 1971) es un nadador retirado especializado en pruebas de estilo libre. Fue campeón del mundo en la prueba de 4x100 metros libres (tras nadar las series eliminatorias) y bronce en 4x200 metros libres en el Campeonato Mundial de Natación en Piscina Corta de 1995.
Representó a Brasil en los Juegos Olímpicos de Atlanta 1996.

## Palmarés internacional
| Campeonato Mundial de Natación en Piscina Corta | Campeonato Mundial de Natación en Piscina Corta | Campeonato Mundial de Natación en Piscina Corta | Campeonato Mundial de Natación en Piscina Corta |
| Año                                             | Lugar                                           | Medalla                                         | Prueba                                          |
| ----------------------------------------------- | ----------------------------------------------- | ----------------------------------------------- | ----------------------------------------------- |
| 1995                                            | Río de Janeiro (Brasil)                         | Medalla de oro                                  | 4 × 100 m libre                                 |
| 1995                                            | Río de Janeiro (Brasil)                         | Medalla de bronce                               | 4 × 200 m libres                                |
| 1993                                            | Palma de Mallorca (España)                      | Medalla de bronce                               | 4 × 200 m libres                                |